# Värmland

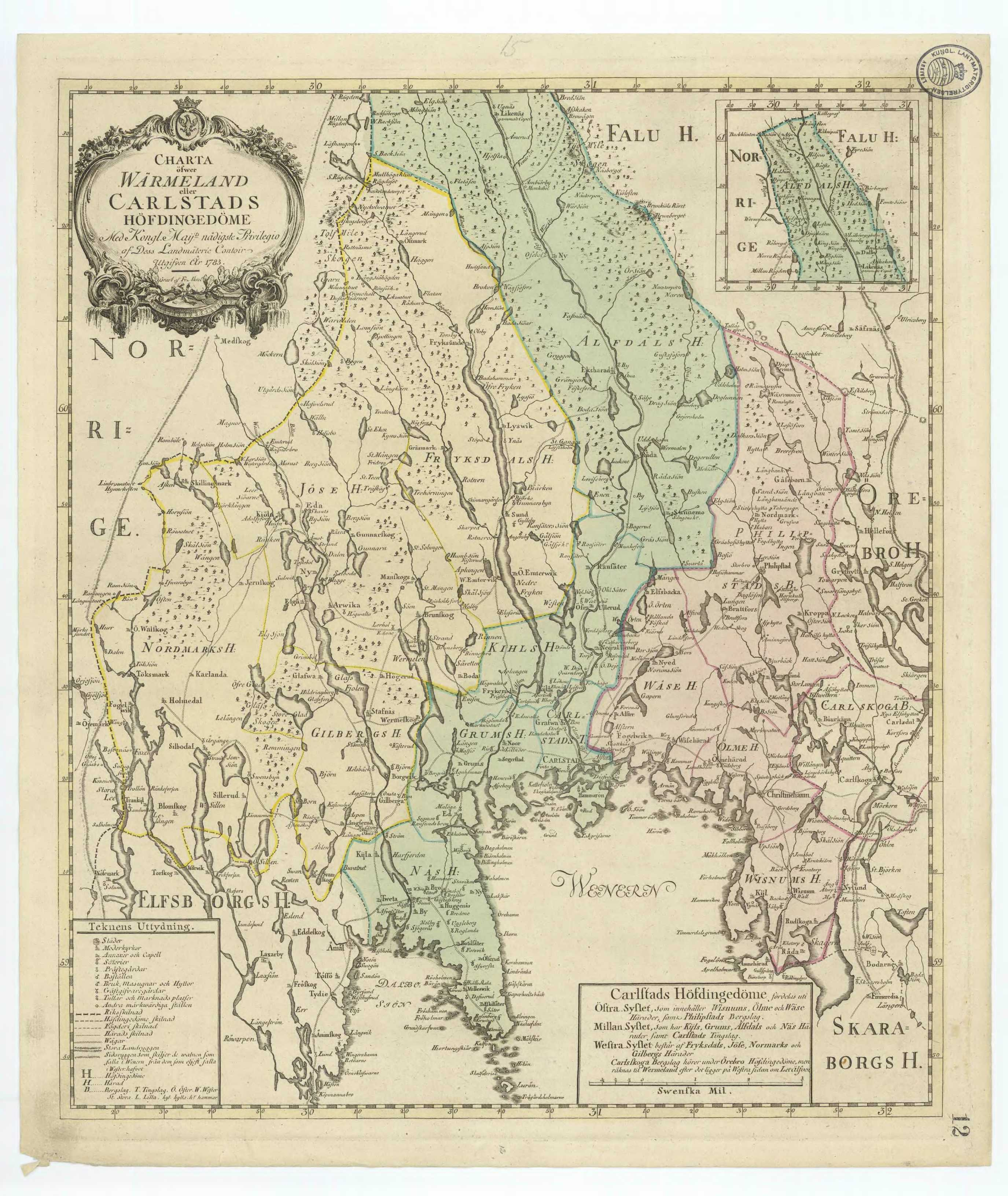
Verwaltungskarte von Värmland (1783)

Värmland (veraltet Vermland, Wermland oder Wermeland) ist eine historische Provinz (schwedisch landskap) in Schweden. Sie grenzt im Süden an Västergötland und Dalsland, im Westen an Norwegen und im Osten an Dalarna, Västmanland und Närke.

## Geographie
Die größte Nord-Süd-Ausdehnung Värmlands beträgt etwa 245 Kilometer und die größte Ost-West-Ausdehnung circa 175 Kilometer. An der Grenze zu Norwegen liegt ein Teil des Skandinavischen Gebirges, das den Namen Kölen trägt. Von diesem Höhenzug gehen Ausläufer ab, die Värmland umschließen. Der westliche Ausläufer hat eine durchschnittliche Höhe von 350 Metern mit Bergspitzen, die 500 bis 700 Meter über dem Meer liegen. Der östliche Ausläufer ist weniger stark ausgeprägt und ragt bis zu 476 Meter über dem Meer auf. Im südlichen Teil Värmlands liegt ein hügeliges Flachland, wo die Berge nicht höher als 50 Meter über der Umgebung aufragen. Das Ufer des zu Värmland zählenden Teils des Vänern ist durch viele Buchten und zahlreiche Inseln gekennzeichnet.
Värmland ist reich an Seen und anderen Gewässern. Die meisten Flüsse münden in den See Vänern oder in einen seiner Zuflüsse. Die restlichen münden in den Dalälven oder in die norwegische Glomma.

## Geschichte
Die ältesten archäologischen Fundstücke sind Steinäxte, die aus der Steinzeit stammen. Diese fand man aber nur im westlichen Teil von Värmland. Die Besiedlung erfolgte in der postglazialen Periode von Västergötland aus, als noch größere Teile der Landschaft unter Wasser lagen. Dabei wurden zuerst ufernahe Zonen bevorzugt und später auch die Ebenen besiedelt. Da aus der Bronzezeit ähnlich viele Funde vorliegen, wird angenommen, dass es in dieser Periode keine nennenswerte Zuwanderung gab. Aus der Vorzeit sind Felsmalereien erhalten.
Aus der Eisen-, Vendel- und Wikingerzeit sind verschiedene Runensteine bekannt, wobei der Runenstein von Järsberg Järsbergsstenen nahe Kristinehamn besonderes Interesse hervorrief. Die Runen konnten bisher nicht eindeutig gedeutet werden, aber da sie in einer älteren Schriftart gehalten sind, die überwiegend in Götaland verwendet wurde, wird angenommen, dass Värmland während dieser Zeit zu Götaland gehörte. Die Funde der jüngeren Eisenzeit zeigen eine deutliche Übereinstimmung mit Gegenständen aus Norwegen und lassen eine Verbindung dieser Gebiete annehmen. Ab dem 7. Jahrhundert gibt es auch schriftliche Zeugnisse wie die isländische Sage Heimskringla. Demnach soll der um 600 aus Schweden geflüchtete Ynglinger-Prinz Olaf Trätelgja in Värmland ein Königreich errichtet haben, bis etwa 800 blieb Värmland unter der Herrschaft seiner in Vestfold herrschenden norwegischen Nachfolger. Danach fiel Värmland kurz unter schwedische Herrschaft, wurde aber ab 870 unter dem norwegischen König Harald Schönhaar wieder mit Norwegen vereint. Värmland blieb norwegisch mindestens bis um 1000, ehe es vom schwedischen Västergötland aus christianisiert wurde. Um 1025 gehörte es zum Reich des norwegischen Königs Olav II. Haraldsson.
Wann und wie Värmland von Norwegen getrennt wurde, ist unklar. Erst im Jahre 1101 wurden in einem dänisch-norwegisch-schwedischen Dreikönigsvertrag die Grenzen zwischen den drei Königreichen längerfristig fixiert. Ein intensiver Handel bestand aber auch nach dieser Trennung und Teile der Bevölkerung Värmlands waren noch bis ins 13. Jahrhundert hinein an innernorwegischen Streitigkeiten beteiligt. Für die Zeit nach Entstehung der isländischen Quellen sind die Informationen über Värmland gering. Große Gebiete waren weithin menschenleer und die Bevölkerungsanzahl niedrig. Die Landschaft hatte einen juristischen Vorsteher (lagman), der die Ting-Versammlungen leitete. Dagegen waren keine Repräsentanten Värmlands an der Königswahl beteiligt und die neuen Könige ließen sich auch nicht vor Ort bestätigen, so wie es in anderen Landesteilen üblich war. Eine Einteilung des Gebietes in Harden ist seit dem 14. Jahrhundert bekannt.
Die Christianisierung erfolgte von Västergötland und teilweise von Norwegen aus. Danach gehörte Värmland zum Stift von Skara. Während der Kalmarer Union war Värmland eine eigene Verwaltungseinheit, die von einem Vogt, der auf der Burg Edsholm residierte, verwaltet wurde. Diese Burg und eine weitere wurden beim Engelbrekt-Aufstand zerstört. Die Bevölkerung Värmlands rebellierte auch gegen Karl VIII. und gehörte 1521 zu den Ersten, die sich Gustav Wasas Befreiungskampf anschlossen.

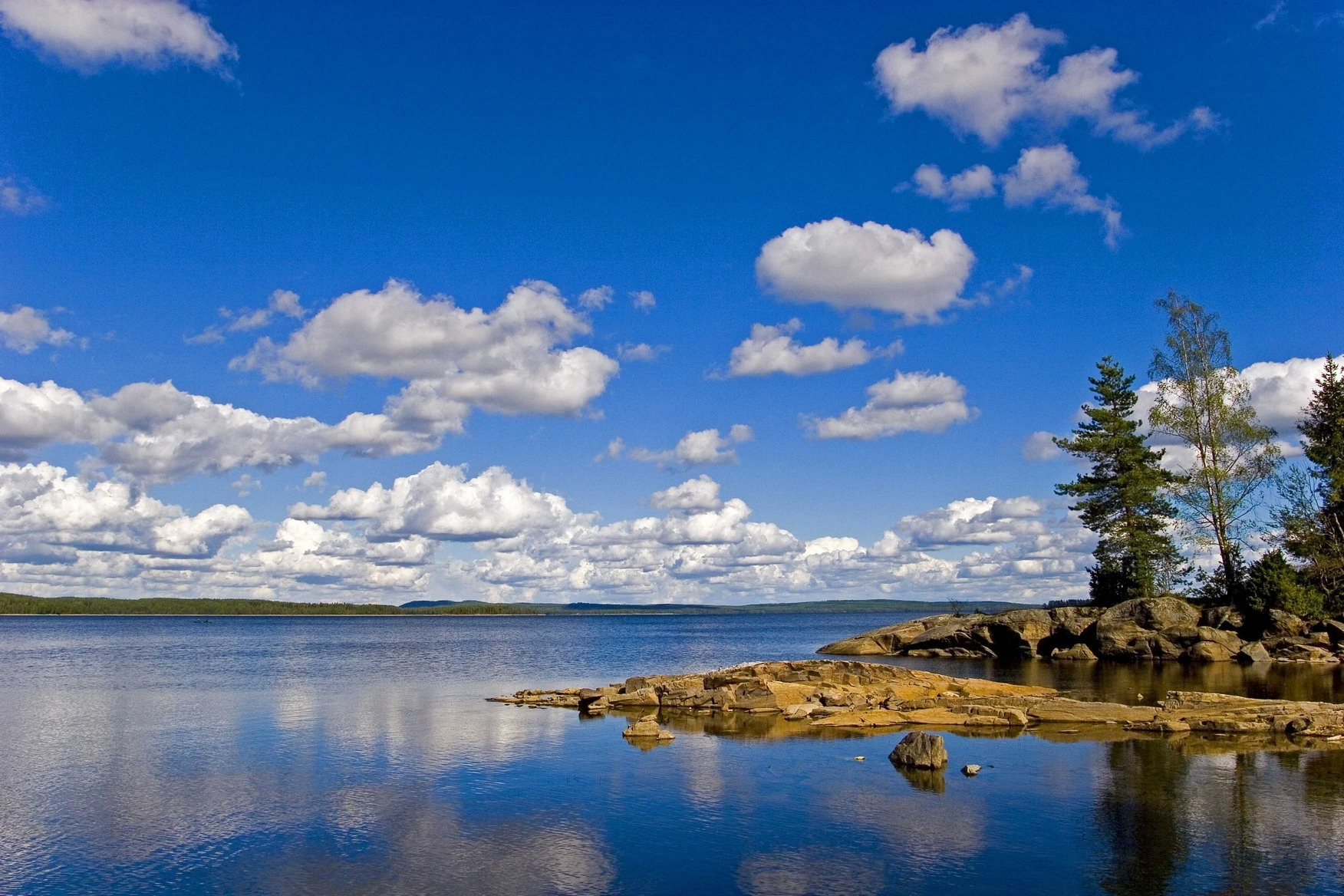
Stora Gla

Laut Gustav Wasas Testament gehörte Värmland zum Herzogtum seines Sohnes Karl, doch unter Erik XIV. Regierungszeit wurde es vom König geleitet. Im Laufe des Dreikronenkrieges wurde Värmland oft Opfer von Zerstörungen. Nach Eriks Absetzung, 1568, übernahm Herzog Karl wieder die Verwaltung Värmlands und versuchte es so weit wie möglich aus Kriegshandlungen herauszuhalten.
Etwa um 1580 wanderte eine große Anzahl von Finnen, die so genannten Waldfinnen, nach Värmland ein. Während die bisherige Bevölkerung küstennahe Landstriche bevorzugte, ließen sich die Finnen auch auf den kargen Moränen im Inland nieder, was zu einer Besiedlung großer Gebiete führte. Durch Brandrodung schufen die Einwanderer neue Ackerflächen und belebten somit die bisher mäßige Getreideproduktion. Karl setzte sich auch nach seinem Aufstieg zum König für eine Belebung des Bergbaus ein. Das führte aber zu neuen Belastungen für die Bauern und damit zu mehreren Unruhen. Nach Karls Tod ging das Herzogtum an seinen Sohn Karl Filip. Es wurde aber kurz vor 1622, als es endgültig von der Krone übernommen wurde, von Karl Filips Mutter geleitet.
Ein großer Teil Värmlands wurde im 17. Jahrhundert durch Kauf und Verpfändung steuerpflichtig gegenüber verschiedenen Adelshäusern. Als in Schweden die ersten län eingerichtet wurden, vereinigte man Värmland zusammen mit Närke zu Örebro län. Erst 1779 wurde der überwiegende Teil Värmlands in die Provinz Värmlands län überführt. In den Kriegen der folgenden Zeit kam es zu einigen Kämpfen an der Grenze zu Norwegen. Die größten Belastungen waren aber die Verpflichtung, Soldaten für das schwedische Heer zu stellen und die Steuerabgaben ans Königshaus. So standen bald viele Gehöfte Värmlands leer. Eine gewisse Verbesserung der ökonomischen Situation erfolgte zu Beginn des 19. Jahrhunderts, als verstärkt Eisenprodukte gefragt waren.
1809 begab sich der General Georg Adlersparre von Karlstad nach Stockholm, um König Gustav IV. Adolf gefangen zu nehmen, der von einigen hochgestellten Schweden als untauglich betrachtet wurde. Auch an Schwedens letztem Krieg, dem Norwegischen Feldzug von 1814, waren viele Soldaten aus Värmland beteiligt. Der Feldzug endete mit einem Norwegen aufgezwungenen Unionsvertrag zwischen beiden Staaten, der bis 1905 Bestand hatte.

## Wappen
Beschreibung: In Silber ein blauer rot bewehrter und gezungter Adler.

## Städte in Värmland
- Arvika
- Charlottenberg
- Degerfors
- Filipstad
- Grums
- Hagfors
- Karlskoga
- Karlstad
- Kristinehamn
- Munkfors
- Skoghall
- Sunne
- Säffle
- Torsby
- Årjäng

## Landschaftssymbole
- Blume: Siebenstern
- Tier: Wolf
- Vogel: Sterntaucher
- Fisch: Stint